# スラヴ人

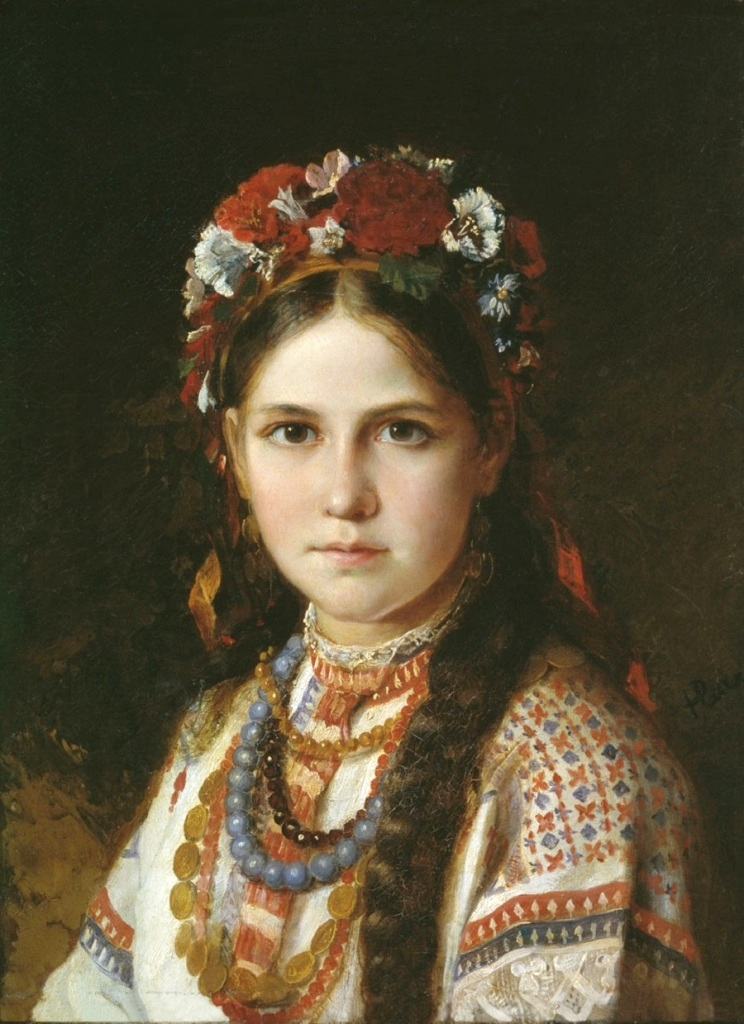
スラヴの(ウクライナの)民族衣装を着た少女。ニコライ・ラチコフ画

スラヴ人が多数派を形成する国々
東スラヴ人
西スラヴ人
南スラヴ人

スラヴ人（スラヴじん）は主に中欧・東欧に居住し、インド・ヨーロッパ語族スラヴ語派に属する言語を話す諸民族集団である。
欧米での「スラヴ」という言葉は一つの民族を指すのではなく、本来は言語学的な分類に過ぎない。
- 東スラヴ人（ウクライナ人、ベラルーシ人、ロシア人など）
- 西スラヴ人（スロバキア人、チェコ人、ポーランド人など）
- 南スラヴ人（クロアチア人、セルビア人、ブルガリア人など）に分けられる。

言語の共通性が見られ、特に西スラヴと東スラヴは時により北スラヴと分類されることがある。

## 歴史

### 発展過程

象眼細工の柄とブラトニツァからの他の発見を持つ剣。

言語の面では先史時代のトシュチニェツ文化が基層と推測されるが、政治・文化面ではその後のルサチア文化、チェルノレス文化、プシェヴォルスク文化、ザルビンツィ文化、チェルニャコヴォ文化、デンプチン文化などの発展や混交の過程を通じて地方ごとに諸部族と各地それぞれの文化が形成されたものと推定され、スラヴ語圏全体に共通する文化的な要素が希薄であるのはこれが理由と考えられる。スラブ地域の住民のほとんどは、北ヨーロッパと東の国への武器の製造と輸出に従事していた。ドイツとオーストリアでの発掘調査では、スラヴ文化に典型的な装飾が施された剣や鎧の要素が今でも発見されている。一部の東スラヴの部族は、広範囲にわたる農業と毛皮の動物の狩猟を行っていた。捕鯨は、ポモール、オボトリート族、ラーン人などの北スラブの部族の間で開発された。
ほとんどのスラブ人の遺伝子型は、バルト-スラヴ民族に典型的なY染色体ハプログループであるハプログループR1a（R-M420）によって表される。スラヴ人はこのほかハプログループR1b（R-M343, P25）も西スラヴを中心に多く含んでいる。
中世初期の民族大移動における考古文化のプラハ・ペンコフ・コロチン文化複合は、当時のスラヴ語圏諸部族のうちウクライナにおける政治集団がポリーシャからヨーロッパ全域に拡張し各地で影響を及ぼした痕跡と考えられる。それ以前は西スラヴ語群の元となった系統の諸部族と東スラヴ語群の元となった系統の諸部族は、政治的にも文化的にも断絶が続いていた時期が長いことが判明している。
9世紀に入ると、農耕に適さず人口が希薄なパンノニア盆地の広大な草原に遊牧民のマジャール人が侵入、西スラヴ語群の諸部族が北と南に分断され、それぞれ北では西スラヴ語群、南では南スラヴ語群の諸民族が中世を通じ形成されていった。

### 名称
スラヴ全体に関する様々な学問をスラヴ学という。
その語源となったスラヴ語本来の「スラヴ・スロボ」は、「言語」「言葉」を意味するものである。
近隣の（非スラブ人）の人々はスラブ人によって "nemets" と呼ばれ、これは「ミュート」「話すことができない」という意味である。
この意見はマックス・ファスマーなどの多くの言語学者によって共有されている。

## 政治・文化

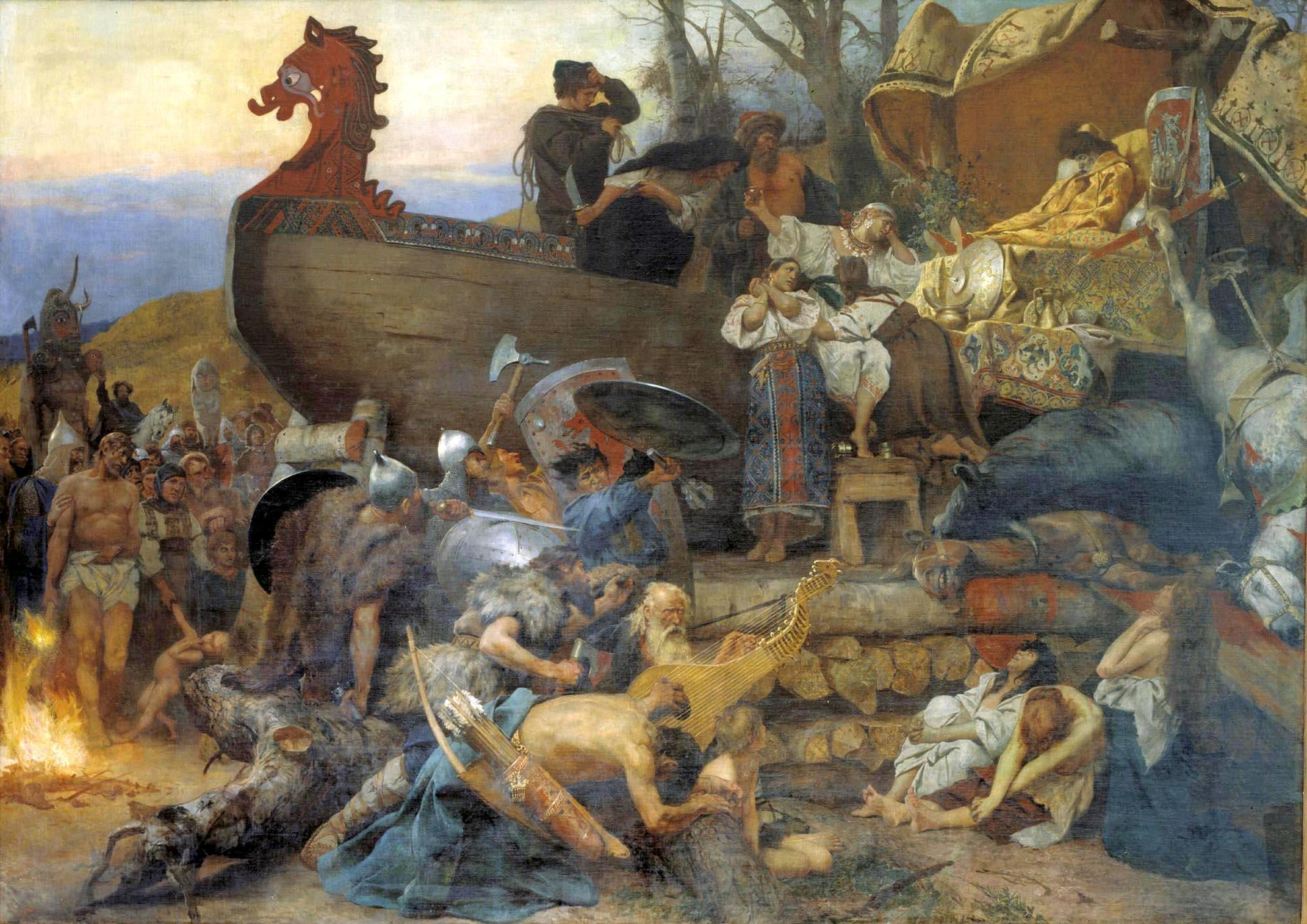
ボートでスラヴ人を燃やす異教の儀式。

多くのスラヴの戦士がしばしばドイツ人とギリシャ人に雇われたことが知られている。
いくつかのスラヴ戦争は、アラブ商人の傭兵としての役割を果たした。
スラヴ人の間では高貴な戦士の死体をボートで燃やす習慣が広まった。
この習慣はスカンジナビア人とバルト人によってスラヴ人へもたらされた。
近隣のゲルマン人やローマ人の社会では、家族の女性は夫の奴隷と見なされ軍事に従事することを許可されなかったが、これとは異なりスラヴ人には男性と女性への分割の概念がなかった。
スラヴ語の共通性を基盤とするスラヴ全体の共通性を強調する態度は汎スラヴ主義と呼ばれ、国民楽派、第一次世界大戦と民族国家、旧東欧の概念などの重要な主体性ともなったが、文化・宗教面ではスラヴ各民族ごとに異なる主体性を持っており、過去何度も繰り返されたポーランド・ロシア戦争のほか、近年では1990年代のユーゴスラビア紛争や2010年代〜20年代のウクライナ紛争などのように血を流し合って対立する矛盾した面を持っている。

## 分布
ロシアとフランスの人類学者ジョゼフ・ドゥニケールはスラブ人を北方人種（ゲルマン人種といくつかのフィン・ウゴル人種と一緒に）に帰した。
スラヴ人の最初の祖先の家はバルト海の北にあり、そこからスラヴ人は現在のポリーシャの領土に移住したと考えられている。
その後ヨーロッパ各地へと移住する過程で、6、7世紀頃まで言語としてある程度の一体性を持っていたものが、次第に東スラヴ人、西スラヴ人そして南スラヴ人といった緩やかなまとまりから、さらに各地のスラヴ民族を多数派とする集団へと分化していった歴史を持つ。
遺伝子型によって、スラヴ人はかつて単一の言語コミュニティを形成したバルト人とフィノ-ウゴル人に近い。
移住先では元々の在来の住民と混交する形で言語的にも文化的にも、次第に現地住民を同化しつつ、在来の住民と相互に影響を与え合う形で発展していった。特にトルコの支配を受けた南スラヴ人については、スラヴ人の移住以前からのバルカン半島の土着的な要素に加えて、オリエンタル地域に由来する文化も持ち合わせている。「ブルガリア」の名前は中世のテュルク系遊牧民であったブルガール人に由来しており、ブルガール人は彼らが支配するドナウ・ブルガール・ハン国で多数派であったスラヴ人と同化してブルガリア人となった。
一方、西ヨーロッパにおいても少数ながらスラヴ民族が現在も居住している。特にドイツ東部においては、古来よりポーランドとの国境付近にはドイツ人とポーランド人との混血集団であるシレジア人を始め、エルベ川東部にもスラヴ系集団が居住し、現代に至るまでドイツ人との間で複雑な相克の歴史を持つ。現在もドイツ東部にはソルブ人が居住している。また中世以来の古い家系でありながらスラブ系やスラブ系由来の姓を持っているドイツ人は多数いる。近代以降はカナダに大量のスラヴ人が移住している。彼らは英語化し、もとの母語であるスラヴ語を失っているものの、カナダ最大の民族はアングロサクソンではなくウクライナ人やポーランド人を基幹とするスラヴ人であるとされる。また、シカゴを含むアメリカのイリノイ州の住民は圧倒的にスラヴ系が多い。
なお、スラヴ人の中で最大の民族集団であるロシアの語源については、いくつか説はあるが、現代のウクライナの首都キエフを中心としたキエフ大公国の正式国号「ルーシ」からとられたとも言われている。この「ルーシ」をギリシャ語読みすると「ロシア」となる。本来、地理的にキーフルーシがルーシ（ロシア）の名を引き継ぐべきところであるが、歴史的にモンゴル支配以降、急速に台頭してきた新興国家モスクワ公国（キーフルーシの一構成国でのちにロシア帝国となる）に「ロシア」の主導権を握られ、先を越された感がある。なお、キーフルーシはその後ロシア帝国の一構成集団として取り込まれていった後、ウクライナとして現代ロシアとは別の国家として存続している。
そのため、ウクライナ人の中には、これらの歴史的経緯からウクライナ人とロシア人は同じスラヴ民族であり、近隣同士の間柄としてともに歩んできたものの、ロシア人とウクライナ人とは一線を画している、とする論調が存在し、それが両民族の間にさまざまな軋轢をもたらしていることも、また事実である。
ロシアについては、歴史的に民族の行き交う十字路に位置しており、古代にはスキタイ人やサルマティア人、フン人そしてハザール人を始めとする遊牧民族、中世にはモンゴル人やタタール人らに対立している。その後、ロシアが領土を中央アジアからシベリア、極東方面へ大きく拡大し周辺の諸民族を征服する過程で、これらの民族と言語的、文化的に混交、同化していった経緯から、ロシア人はコーカソイドを基調としながらも、東へ向かうにつれてモンゴロイド人種の特徴を含む人々も見られ、人種的に相当なばらつきがあるといわれている。

## 国旗
スラヴ人が多数派を占める国々の国旗には、赤、青、そして白色からなる配色による構成が見られる。
この配色は汎スラヴ色と呼ばれ、自由と革命の理想を象徴したものである。
汎スラヴ色を国旗の意匠とする国々は、ロシア、チェコ、スロバキア、スロベニア、クロアチア、セルビアなどであり、南スラヴ族のモンテネグロ人を主要民族とするモンテネグロも2004年7月まで、汎スラヴ色を基調とする国旗を使用していた。
同じ南スラヴ族のブルガリア国旗についても、青色の配色が農業を表す緑色に置き換えられているが、汎スラヴ色に分類される。
ポーランドとウクライナは他国とは異なり、ポーランドの国旗はかつてポーランド・リトアニア共和国として大国だった時代にコモンウェルスの軍旗として使用されていた紅白旗を一貫して用いている。正式には国章の白鷲が付く。
ウクライナの国旗は空とウクライナの豊富な小麦を表したものとなっている。

## 遺伝子
スラヴ人は、ハプログループR1a (Y染色体)が高頻度である。
ロシア人（ベルゴロド州）に59.4%、ポーランド人に55.9%などである。
一方でバルカン半島では欧州最古層のハプログループI (Y染色体)が高い頻度で見られる（ボスニア人に42.0%など）。
また全域にわたってハプログループR1b (Y染色体)が見られる。
ロシア北部ではウラル語族に関連するハプログループN (Y染色体)もよく見られる。
|     | 西ヨーロッパ | 南ヨーロッパ | 北ヨーロッパ | 東ヨーロッパ |
| --- | ------------ | ------------ | ------------ | ------------ |
| R1b | 50.5%        | 41.5%        | 53.0%        | 9.0%         |
| R1a | 9.5%         | 6.0%         | 9.5%         | 43.5%        |

## 主なスラヴ民族
- 東スラヴ人
  - ウクライナ人
  - ベラルーシ人
  - ロシア人
- 西スラヴ人
  - スロバキア人
  - チェコ人
  - シレジア人
  - ポーランド人
  - カシューブ人
  - ソルブ人
- 南スラヴ人
  - 南西スラヴ人
    - スロベニア人
    - クロアチア人
    - セルビア人
    - モンテネグロ人
    - ボシュニャク人

  - 南東スラヴ人
    - ブルガリア人
    - マケドニア人
    - ポマク
    - ゴーラ人